# Gwint okrągły

Zarys gwintu okrągłego wg normy PN-84/M02035

Gwint okrągły (gwint o zarysie kołowym) – ma zaokrąglony zarys, przez co charakteryzuje się dużą wytrzymałością zmęczeniową i statyczną. Jest stosowany w połączeniach spoczynkowych często rozłącznych oraz narażonych na zanieczyszczenia i korozję, m.in. w złączach wagonowych, hakach żurawi, przewodach pożarniczych, elektrotechnice. Gwinty o zarysie kołowym określa norma PN-84/M02035 (w zakresie średnic od 8 do 200 mm).

## Oznaczenia i wymiary[2]
- Oznaczenie rodzaju gwintu – symbol {\displaystyle Rd} i średnica znamionowa w milimetrach, np. Rd40.
- Średnica znamionowa {\displaystyle d}
- Podziałka {\displaystyle P}
- {\displaystyle H=1{,}86603P}
- Głębokość nośna gwintu {\displaystyle H_{1}=0{,}08350P}
- Wysokość gwintu {\displaystyle H_{2}=0{,}5P}
- Promień wierzchołków śruby {\displaystyle r=0{,}23851P}
- Promień wierzchołków nakrętki {\displaystyle R=0{,}25597P}
- Promień dna bruzdy {\displaystyle R_{2}=0{,}22105P}
- Luz pomiędzy wierzchołkami a dnami bruzd {\displaystyle a=0{,}05P}
- Średnica podziałowa {\displaystyle D_{2}=d_{2}}
- Średnica rdzenia śruby {\displaystyle d_{1}}
- Średnica otworu nakrętki {\displaystyle D_{1}}